# Stellidia annuligera
Stellidia annuligera là một loài bướm đêm trong họ Erebidae.